# احمد سوسه
دکتر احمد نسیم سوسه (به عربی: أحمد نسيم سوسة) (زاده ۱۹۰۰ - درگذشته ۱۹۸۲) مورخ و نویسنده عراقی

## زندگینامه
دکتر احمد نسیم سوسة در شهر رحله , عراق سال ۱۳۱۸ (قمری) / ۱۹۰۰ (میلادی) ، به دنیا آمد در دانشگاه آمریکایی ببیروت سال ۱۹۲۴م، لیسانس گرفت. وی یکی از مشهورترین پژوهشگران تمدن عراق و بین‌النهرین است وی در خانواده یهودی بدنبا آمد اما مسلمان شد
"احمد سوسه" پدر کارتوگرافی در عراق است، وی یکی از روشنفکران عراقی بود که آثار بسیار گرانبهایی در خصوص تمدن عراق نوشته است او از سوی حزب بعث مجبور شد که از ایده‌های ناسیونالیستی حزب بعث دفاع کند.
در ایران او بخاطر اطلس نقشه‌های عراق شهرت دارد که بر اساس منابع یونانی و اسلامی ۳۹ نقشه به زبان عربی و به طریقه سیاه و سفید ترسیم شده کرده‌است و نام خلیج فارس در همه این نقشه‌ها از جمله در نقشهٔ دوره آشوریان به شماره ۶ ، نقشهٔ هیکاتوس (متوفی ۴۷۵ ق.م.) به شماره ۷ که به امپراتوری پارس و مصر سفر نموده است، نقشهٔ ایراتوستین یونانی به شماره ۹ ، نقشهٔ بطلیموس به شماره ۱۰، در واژهٔ خلیج فارس ( سینوس پرسی) به کار رفته و اما در نقشهٔ فتوحات قرن اول هجری به شماره ۱۱، نقشه ی( بلخی ۹۳۴م.) به شماره ۱۲ ، نقشهٔ دیار عرب اسطخری (۹۵۱ م.) به شماره ۱۶ و نقشهٔ عراق از اسطخری به شماره ۱۸ ، نقشهٔ جهان نمای ابن حوقل(۹۷۷م.) به شماره ۱۹ ، نقشهٔ عراق از ابن حوقل به شماره ۲۲، نقشه جهان از جیهانی( ۹۷۷م.) به شماره ۲۶، نقشه جهان نمای ادریسی( ۱۰۹۹-۱۱۶۴ م.) به شماره ۲۹ ، نقشه جهان نمای قزوینی (۱۲۰۳-۱۲۸۳م.) به شماره ۳۱ ، نقشه ابن الوردی ۱۳۴۸م. به شماره ۳۶ نقشه شماره ۳۸ از جغرافیانویس مجهول و نقشه شماره ۳۹ به نام مواضیع التاریخیه کلمهٔ بحر فارس ( دریای پارس) بکار رفته است.

## کارهای او
- (فی طریقی إلی الإسلام) بجزئین ۱۹۳۶.
- (نظام الامتیازات فی الدولة العثمانیة) الذی صدر باللغة الأنکلیزیة عام ۱۹۳۳م.
- (المصادر عن ری العراق) ۱۹۴۲.
- (وادی الفرات) بجزئین ۱۹۴۴-۱۹۴۵.
- (تطور الری فی العراق) ۱۹۴۶.
- (دلیل ری العراق) بالانکلیزیة ۱۹۴۴.
- (الری فی العراق) بالانکلیزیة ۱۹۴۵.
- (سدة الهندیة) بالانکلیزیة ۱۹۴۵.
- (ری سامراء فی عهد الخلافة العباسیة) بجزئین ۱۹۴۸.
- وصدر له فی الستینیات (فیضانات بغداد فی التاریخ) بثلاثة أجزاء ۱۹۶۳ و ۱۹۶۵ و ۱۹۶۶.
- تأریخ یهود العراق
- العرب والیهود فی التاریخ